# Уитлок, Макс
Макс Энтони Уитлок (англ. Max Antony Whitlock; род. 13 января 1993, Хемел-Хемпстед, Хартфордшир) — английский гимнаст, трёхкратный чемпион Олимпийских игр, трёхкратный чемпион мира, трёхкратный чемпион Европы, четырёхкратный чемпион Игр Содружества. Уитлок стал первым в истории британцем, выигравшим олимпийское золото в спортивной гимнастике за всю историю. Наиболее успешно выступает в вольных упражнениях и в упражнении на коне. Член ордена Британской империи (MBE, 2016), а затем офицер ордена Британской империи (OBE, 2022).
Родился в 1993 году в Хемел-Хемпстиде в графстве Хартфордшир. В 2010 году стал обладателем двух серебряных и одной бронзовых медалей Игр Содружества. В 2012 году стал чемпионом Европы и двукратным бронзовым призёром Олимпийских игр в Лондоне. В 2013 году завоевал золотую, серебряную и бронзовую медали чемпионата Европы, и серебряную медаль чемпионата мира. В 2014 году стал обладателем трёх золотых, серебряной и бронзовой медалей Игр Содружества, серебряной медали чемпионата мира, а также золотой и серебряной медалей чемпионата Европы. В 2016 году на Олимпиаде в Рио стал обладателем бронзовой медали в многоборье, двукратным олимпийским чемпионом на коне и вольных упражнениях соответственно.